# 신한중학교
신한중학교(新韓中學校)은 대한민국 경기도 평택시 비전동에 있는 사립 중학교이다.

## 학교 연혁
- 1965년 12월 29일 : 학교법인 안세학원 설립 인가
- 1966년 2월 22일 : 영창중학교 설립 인가
- 1966년 3월 2일 : 초대 박남규 교장 취임
- 1966년 3월 16일 : 교명 변경 (평택 동 중학교)
- 1985년 3월 16일 : 학교법인 한영학원으로 법인 변경
- 1985년 3월 16일 : 초대 한영대 이사장 취임
- 1988년 3월 1일 : 교명 변경 (신한중학교)
- 1990년 12월 28일 : 학교법인 신한학원으로 법인 변경
- 2018년 1월 4일 : 제4대 한석범 이사장 취임
- 2024년 9월 1일 : 제15대 문희철 교장 취임
- 2025년 1월 10일 : 제57회 247명 졸업(총 17,188명 졸업)

## 참고 자료
- 신한중학교 - 한국교육학술정보원 학교알리미